# Saint-Jean-de-Bassel
Saint-Jean-de-Bassel (Duits: Sankt Johann von Bassel) is een gemeente in het Franse departement Moselle in de regio Grand Est. De gemeente telde 319 inwoners op 1 januari 2022.

## Geschiedenis
In dit dorp bevond zich eerder een convent van de Orde van Malta, tegenwoordig zit in het convent een nonnenklooster van een andere congregatie. In het dorpswapen vindt men nog een verwijzing naar de Orde van Malta, via het Maltezer kruis dat hierop nog te vinden is in twee kwartieren.
De gemeente maakte voor 2015 deel uit van het arrondissement Sarrebourg en kanton Fénétrange. Op 1 januari van dat jaar fuseerde het arrondissement met het arrondissement Château-Salins tot het arrondissement Sarrebourg-Château-Salins. Toen het kanton op 22 maart 2015 werd opgeheven werden Saint-Jean-de-Bassel opgenomen in het kanton Sarrebourg.

## Geografie
De oppervlakte van Saint-Jean-de-Bassel bedraagt 10,05 vierkante kilometer; Op 1 januari 2022 was de bevolkingsdichtheid 31,7 inwoners per km².
De onderstaande kaart toont de ligging van Saint-Jean-de-Bassel met de belangrijkste infrastructuur en aangrenzende gemeenten.

## Demografie
Onderstaande figuur toont het verloop van het inwonertal.
<
Assenoncourt · Avricourt · Azoudange · Bébing · Belles-Forêts · Berthelming · Bettborn · Bickenholtz · Buhl-Lorraine · Desseling · Diane-Capelle · Dolving · Fénétrange · Fleisheim · Foulcrey · Fribourg · Gondrexange · Gosselming · Guermange · Haut-Clocher · Hellering-lès-Fénétrange · Hertzing · Hilbesheim · Hommarting · Ibigny · Imling · Kerprich-aux-Bois · Langatte · Languimberg · Mittersheim · Moussey · Niederstinzel · Oberstinzel · Postroff · Réchicourt-le-Château · Réding · Rhodes · Richeval · Romelfing · Saint-Georges · Saint-Jean-de-Bassel · Sarraltroff · Sarrebourg · Schalbach · Veckersviller · Vieux-Lixheim